# Thraupis abbas
Thraupis abbas là một loài chim trong họ Thraupidae.